# Alison Dunlap
Alison Kerry Dunlap (ur. 27 lipca 1969 w Denver) – amerykańska kolarka górska, złota medalistka mistrzostw świata, zdobywczyni Pucharu Świata w kolarstwie górskim oraz brązowa medalistka mistrzostw świata w kolarstwie szosowym.

## Kariera
Jej olimpijskim debiutem były igrzyska w Atlancie w 1996 roku, gdzie zajęła 37. miejsce w wyścigu szosowym ze startu wspólnego. Cztery lata później wzięła udział w igrzyskach olimpijskich w Sydney zajmując siódme miejsce w cross-country.
W 2001 roku wywalczyła złoty medal w cross-country podczas mistrzostw świata w Vail. Nigdy wcześniej ani później nie spisywała się tak dobrze na imprezach tego cyklu. Blisko medalu była na mistrzostwach świata w Åre w 1999 roku, gdzie zajęła czwarte miejsce, przegrywając walkę o brązowy medal z Paolą Pezzo z Włoch.
Dunlap triumfowała w klasyfikacji generalnej Pucharu Świata w kolarstwie górskim w sezonie 2002, a w 2000 roku zajęła drugie miejsce. Jest także sześciokrotną mistrzynią USA w kolarstwie przełajowym (1997, 1998, 1999, 2000, 2001 i 2003), mistrzynią w kolarstwie górskim z 2004 roku oraz trzykrotną medalistką mistrzostw kraju w kolarstwie szosowym.
W 1994 roku zdobyła swój jedyny medal w międzynarodowej imprezie kolarstwa szosowego, zajmując trzecie miejsce na mistrzostwach w Agrigento w drużynowym time trialu.